# June Travis
June Travis, geboren als June Dorothea Grabiner (7 augustus 1914 - 14 april 2008) was een Amerikaanse actrice.

## Levensloop en carrière
Travis begon met acteren in 1935 in Stranded. Het hoogtepunt van haar carrière zou zich afspelen in de tweede helft van de jaren '30 met onder meer rollen in Ceiling Zero (1936) naast James Cagney en Love is on the Air (1937) naast Ronald Reagan in de hoofdrol. Na 1938 zou ze nog maar in twee films verschijnen: The Star (1952) met Bette Davis en Monster A Go-Go (1965).
Travis was gehuwd met Fred Friedlob en had 2 kinderen. Ze overleed in 2008 op 93-jarige leeftijd. Ze ligt begraven op Oak Woods.